# Theophilos Hatzimihail

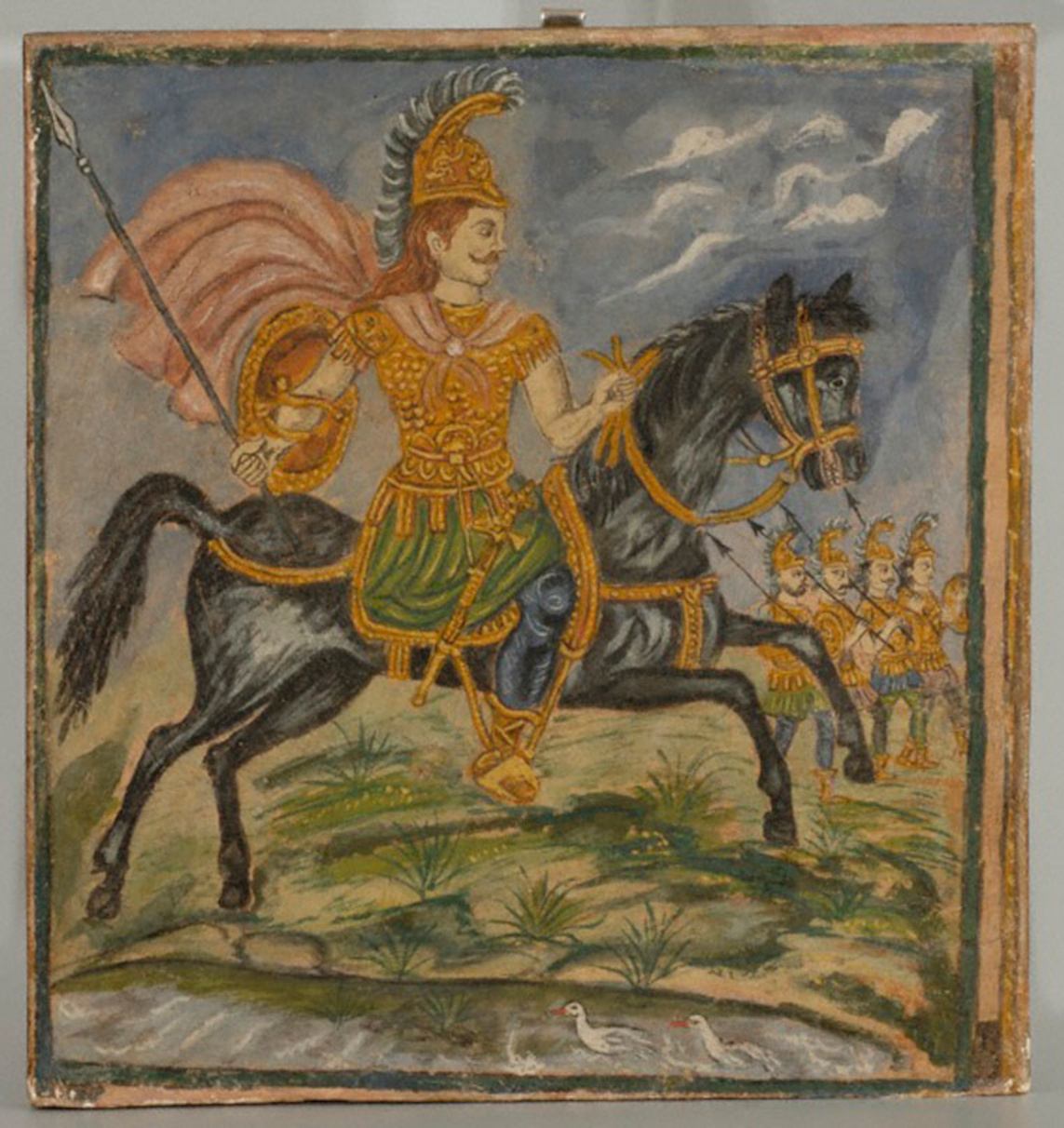
Alexander de Grote, ca. 1900

Theophilos Hatzimihail (Grieks: Θεόφιλος Χατζημιχαήλ) (geboren in het dorp Varia nabij Mytilini, Lesbos), ca. 1870 - aldaar, 22 maart 1934), vooral bekend onder zijn voornaam Theophilos (klemtoon op de eerste 'o'), was een Griekse, naïeve schilder van Neo-Hellenistische kunst. Hij beeldde vooral het traditionele Griekse leven uit en geschiedkundige thema’s.

## Levensloop
De geboortedatum van Theophilos is onbekend. Algemeen wordt echter aangenomen dat hij is geboren tussen 1867 en 1870 te Varia, een dorp bij Mytilini. Zijn vader, Gabriil Kefalas, was schoenmaker, zijn moeder Pinelopi Hatzimihail was een dochter van een  beschrijver van heiligenlevens. Op school was hij een middelmatige leerling, maar toonde veel belangstelling voor tekenen en de schilderkunst. De basisprincipes heeft hij geleerd van zijn grootvader die iconenschilder was.  
Zijn leven verliep deels moeizaam omdat de mensen hem uitlachten om zijn traditionele Griekse kleding (fustanella). Op 18-jarige leeftijd verliet hij zijn ouderlijk huis om als portier ("kavasis") te gaan werken voor het Griekse consulaat te Smyrna. 
Daar verbleef hij enkele jaren alvorens zich omstreeks 1897 te vestigen in Volos. Hij kwam aan de kost door het opknappen van klusjes en het beschilderen van muren in huizen en winkels in de omgeving (Pilion). Veel van deze muurschilderingen zijn bewaard gebleven tot op de dag van vandaag. (Bij de verwoesting van Volos door een aardbeving zijn in 1955 een aantal werken verloren gegaan
Zijn beschermheer in die tijd was de landheer Giannis Kontos, voor wie hij veel werkte en die hem een huis in Anakásia (nabij Volos) beschikbaar stelde. Dit huis bevat op de eerste verdieping prachtige muurschilderingen en is tegenwoordig opengesteld als het Theophilos Museum. Behalve met schilderen hield Theophilos zich ook bezig met het organiseren van theatervoorstellingen bij nationale gebeurtenissen en ook tijdens het carnaval speelde hij met zijn zelfgemaakte kostuums en uitrusting een grote rol, verkleed als Alexander de Grote, met leerlingen in een voorstelling uit het oude Macedonische leger (Macedonische falanx), of als een held uit de Griekse Onafhankelijkheidsoorlog. 
In 1927 keerde hij terug naar Mytilini. Het verhaal gaat dat de aanleiding een grap was die met hem is uitgehaald in een kafeneio (koffiecafé voor mannen) te Volos, waarbij hij voor het oog van anderen van zijn ladder werd gehaald tijdens schilderwerkzaamheden.  
Ondanks de spot van de bevolking hervatte hij in Mytilini zijn schilderwerkzaamheden en zo zijn ook daar en in de dorpen in de omgeving vele muurschilderingen tot stand gekomen. Hij werkte voor een klein bedrag, een bord eten of een kroes wijn. Veel van deze werken zijn door natuurlijk verval of door onachtzaamheid van de eigenaren verloren gegaan. 
De in Parijs wonende kunstcriticus en uitgever van Griekse oorsprong Stratis Eletheriadis (Tériade) bezorgde Theophilos postuum volledige erkenning en tevens veel internationale publiciteit. Met financiële ondersteuning van het Tériade is in 1964 het Museum van Theophilos gebouwd te Varia op Lesbos. 
Theophilos stierf op 22 maart 1934, wellicht als gevolg van een voedselvergiftiging. Een jaar later is werk van hem tentoongesteld in het Louvre als voorbeeld van een naïeve volksschilder uit Griekenland.